# JOWST
Йоаким Віт Стін (норв. Joakim With Steen; Тронгейм, 26 червня 1989 року), більш відомий як JOWST — норвезький музичний продюсер та автор пісень. Представник Норвегії на Євробаченні 2017 у Києві з піснею Grab the Moment у супроводі Александра Волмена, за підсумками фінального голосування посів	10 місце.